# 3 000 mètres steeple féminin aux championnats du monde d'athlétisme 2009
Navigation
Osaka 2007 Daegu 2011
L'épreuve du 3 000 mètres steeple féminin des championnats du monde de 2009 s'est déroulée les 15 et 17 août 2009 dans le Stade olympique de Berlin, en Allemagne. Elle est remportée par la Russe Yuliya Zaripova après disqualification pour dopage de l'Espagnole Marta Domínguez en novembre 2015.

## Critères de qualification
Pour se qualifier (minima A), il fallait avoir réalisé moins de 9 min 40 s du 1er janvier 2008 au 3 août 2009. Le minima B est de 9 min 48 s 00.

## Résultats

### Finale
| Rang               | Pays       | Athlète                  | Temps         | Note |
| ------------------ | ---------- | ------------------------ | ------------- | ---- |
| Médaille d'or      | Russie     | Yuliya Zarudneva         | 9 min 08 s 39 | (PB) |
| Médaille d'argent  | Kenya      | Milcah Chemos Cheywa     | 9 min 08 s 57 | (PB) |
| Médaille de bronze | Russie     | Gulnara Galkina          | 9 min 11 s 09 | (SB) |
| 4                  | États-Unis | Jennifer Barringer       | 9 min 12 s 50 | (AR) |
| 5                  | Tunisie    | Habiba Ghribi            | 9 min 12 s 52 | (NR) |
| 6                  | Kenya      | Ruth Bisibori Nyangau    | 9 min 13 s 16 | (PB) |
| 7                  | Kenya      | Gladys Jerotich Kipkemoi | 9 min 14 s 62 | (PB) |
| 8                  | Allemagne  | Antje Möldner-Schmidt    | 9 min 18 s 54 | (NR) |
| 9                  | Éthiopie   | Zemzem Ahmed             | 9 min 22 s 64 | (SB) |
| 10                 | Portugal   | Jéssica Augusto          | 9 min 25 s 25 | (SB) |
| 11                 | Pologne    | Katarzyna Kowalska       | 9 min 30 s 37 |      |
| 12                 | Éthiopie   | Sofia Assefa             | 9 min 31 s 29 |      |
| 13                 | Espagne    | Eva Arias                | 9 min 33 s 34 |      |
| 14                 | France     | Sophie Duarte            | 9 min 33 s 85 |      |
| -                  | Espagne    | Marta Domínguez          | -             | DQ   |

### Séries
Les 41 athlètes inscrites ont été réparties en trois séries : se qualifient pour la finale les quatre meilleures par série (Q), plus les trois meilleurs temps (q).
| Rang | Pays       | Athlète              | Temps         | Note   |
| ---- | ---------- | -------------------- | ------------- | ------ |
| 1    | Russie     | Gulnara Galkina      | 9 min 17 s 67 | Q      |
| 2    | Allemagne  | Antje Möldner        | 9 min 21 s 73 | Q (NR) |
| 3    | Éthiopie   | Sofia Assefa         | 9 min 22 s 63 | Q      |
| 4    | Kenya      | Milcah Chemos Cheywa | 9 min 23 s 87 | Q      |
| 5    | Espagne    | Eva Arias            | 9 min 25 s 14 | q (PB) |
| 6    | Portugal   | Jessica Augusto      | 9 min 26 s 64 | q (SB) |
| 7    | Roumanie   | Ancuta Bobocel       | 9 min 34 s 39 | (SB)   |
| 8    | Grèce      | Iríni Kokkinaríou    | 9 min 35 s 61 | (SB)   |
| 9    | Russie     | Yelena Sidorchenkova | 9 min 37 s 16 |        |
| 10   | Japon      | Minori Hayakari      | 9 min 39 s 28 | (SB)   |
| 11   | États-Unis | Lindsey Anderson     | 9 min 46 s 03 |        |
| 12   | Australie  | Donna MacFarlane     | 9 min 52 s 46 | (SB)   |
| 13   | Soudan     | Durka Mana           | 9 min 52 s 90 |        |
| 14   | Italie     | Elena Romagnolo      | 9 min 56 s 61 |        |

| Rang | Pays        | Athlète               | Temps          | Note   |
| ---- | ----------- | --------------------- | -------------- | ------ |
| 1    | Tunisie     | Habiba Ghribi         | 9 min 26 s 40  | Q      |
| 2    | Russie      | Yuliya Zarudneva\|    | 9 min 26 s 64  | Q      |
| 3    | États-Unis  | Jennifer Barringer    | 9 min 26 s 81  | Q      |
| 4    | Pologne     | Katarzyna Kowalska    | 9 min 26 s 93  | Q (PB) |
| 5    | Kenya       | Ruth Bisibori Nyangau | 9 min 27 s 04  | q      |
| 6    | Portugal    | Sara Moreira          | 9 min 28 s 64  | (PB)   |
| 7    | Éthiopie    | Korahubsh Itaa        | 9 min 33 s 67  |        |
| 8    | Suède       | Ulrika Johansson      | 9 min 38 s 88  | PB     |
| 9    | Royaume-Uni | Helen Clitheroe       | 9 min 41 s 71  |        |
| 10   | Espagne     | Diana Martín          | 9 min 42 s 39  | PB     |
| 11   | France      | Élodie Olivares       | 9 min 43 s 83  |        |
| 12   | Brésil      | Sabine Heitling       | 9 min 50 s 96  |        |
| 13   | Irlande     | Roisin McGettigan     | 9 min 59 s 10  |        |
| 14   | Norvège     | Silje Fjørtoft        | 10 min 01 s 04 |        |

| Rang | Pays       | Athlète                   | Temps          | Note   |
| ---- | ---------- | ------------------------- | -------------- | ------ |
| 1    | Éthiopie   | Zemzem Ahmed              | 9 min 29 s 36  | Q (SB) |
| 2    | Kenya      | Gladys Jerotich Kipkemoi  | 9 min 29 s 36  | Q      |
| 3    | France     | Sophie Duarte             | 9 min 34 s 08  | Q      |
| 4    | Espagne    | Marta Domínguez           | 9 min 34 s 78  | Q      |
| 5    | Maroc      | Hanane Ouhaddou           | 9 min 35 s 78  |        |
| 6    | Moldavie   | Oxana Juravel             | 9 min 36 s 63  | (NR)   |
| 7    | Russie     | Ekaterina Volkova         | 9 min 43 s 52  |        |
| 8    | Hongrie    | Lívia Tóth                | 9 min 45 s 14  |        |
| 9    | Finlande   | Sandra Eriksson           | 9 min 46 s 62  | (PB)   |
| 10   | Norvège    | Karoline Bjerkeli Grøvdal | 9 min 48 s 47  |        |
| 11   | Roumanie   | Cristina Casandra         | 9 min 49 s 88  |        |
| 12   | États-Unis | Bridget Franek\|          | 9 min 50 s 02  |        |
| 13   | Turquie    | Asli Cakir\|              | 10 min 06 s 64 |        |

## Légende
Records et Performances
- AR : Record continental (area record)
- CR : Record des championnats (championship record)
- MR : Record du meeting (meet record)
- NR : Record national (national record)
- OR : Record olympique (olympic record)
- PR : Record paralympique (paralympic record)
- PB : Record personnel (personal best)
- SB : Meilleure performance personnelle de la saison (season's best)
- WL : Meilleure performance mondiale de l'année (world leader)
- WJR : Record du monde junior (world junior record)
- WR : Record du monde (world record)

Circonstances et Conditions
- DNF : N'a pas terminé (did not finish)
- DNS : N'a pas pris le départ (did not start)
- DQ : Disqualification (disqualification)
- NM : Aucun essai valable enregistré (No Mark)
- Q : Qualifié « directement » au prochain tour (ou à la prochaine compétition), lors d'une compétition majeure, grâce au classement ou à la réalisation des minima (automatic qualifier)
- q : Qualifié au prochain tour (ou à la prochaine compétition), lors d'une compétition majeure, grâce au repêchage ou à la réalisation de l'une des meilleures performances parmi celles des « non qualifiés directement » (grâce au meilleur temps ou à la meilleure distance par exemple) (secondary qualifier)